# Марковщина (Кировская область)
 Марковщина  — деревня в Кирово-Чепецком районе Кировской области в составе Пасеговского сельского поселения.

## География
Расположена на расстоянии примерно 10 км на юг-юго-запад от центра поселения села Пасегово.

## История
Известна с 1678 года как починок Игнашки Огородникова с 5 дворами, в 1764 64 жителя. В 1873 году в деревне Игнатия Огородникова (Сословщина или Марковщина) дворов 20 и жителей 212, в 1905 33 и 193, в 1926 (Марковщина или Игнатия Огородникова) 44 и 231, в 1950 27 и 140, в 1989 6 постоянных жителей. Настоящее название утвердилось с 1939 года.

## Население
Постоянное население составляло 5 человек (русские 100%) в 2002 году, 5 в 2010.